# Nowe Miasto nad Wartą
Pour les articles homonymes, voir Nowe Miasto.
Nowe Miasto nad Wartą (prononciation : [ˈnɔvɛ ˈmjastɔ ˌnad ˈvartɔ̃]) est un village de Pologne, situé dans la voïvodie de Grande-Pologne. Elle est le chef-lieu de la gmina de Nowe Miasto nad Wartą, dans le powiat de Środa Wielkopolska.
Il se situe à 19 kilomètres au sud-est de Środa Wielkopolska (siège du powiat) et à 49 kilomètres au sud-est de Poznań (capitale régionale).

## Histoire
De 1818 à 1919, Neustadt-sur-la-Warthe fait partie de l'arrondissement de Pleschen (de) puis à partir de 1887, de l'arrondissement de Jarotschin dans le district de Posen au sein de la province de Posnanie.
De 1975 à 1998, Nowe Miasto nad Wartą faisait partie du territoire de la voïvodie de Poznań.

Depuis 1999, le village fait partie du territoire de la voïvodie de Grande-Pologne.